# Торребласкопедро
Торребласкопедро (ісп. Torreblascopedro) — муніципалітет в Іспанії, у складі автономної спільноти Андалусія, у провінції Хаен. Населення — 2859 осіб (2010).
Муніципалітет розташований на відстані близько 270 км на південь від Мадрида, 29 км на північний схід від Хаена.
На території муніципалітету розташовані такі населені пункти: (дані про населення за 2010 рік)
- Кампільйо-дель-Ріо: 723 особи
- Торребласкопедро: 2136 осіб

## Демографія
Динаміка населення (INE ):